# Гребеняки
Гребеняки́ — колишнє село в Україні. Підпорядковувалося Ковердинобалківській сільській раді Шишацького району Полтавської області.
Зняте з обліку рішенням Полтавської обласної ради від 23 червня 2010 року.